# 2NE1
Le 2NE1 (/tʰu.ɛ.ni.wʌn/, 투애니원?) sono un gruppo musicale sudcoreano, formatasi a Seul nel 2009.
Il quartetto ha condotto contemporaneamente una carriera altrettanto riuscita in Giappone, pubblicando prima una versione giapponese del loro secondo EP, Nolza (2011) e in seguito con gli album in studio Collection (2012) e Crush (2014). Dopo una pausa di lunga durata, Minzy lasciò il gruppo nell'aprile 2016, mentre il resto del gruppo si sciolse più tardi a novembre con la pubblicazione dell'ultimo singolo, Goodbye il 21 gennaio 2017.
le 2NE1 sono considerate uno dei gruppi femminili più popolari e di successo in Corea del Sud. Avendo venduto 66,5 milioni di dischi, sono uno dei gruppi femminili più venduti di tutti i tempi. Billboard ha classificato le 2NE1 come uno dei migliori gruppi femminili del K-pop degli ultimi dieci anni,  mentre il New York Times ha definito la performance del gruppo al Prudential Center nel New Jersey come uno dei "migliori concerti del 2012".

## Etimologia
Il nome del gruppo sta per "New Evolution of 21st Century".

## Storia

### Prima del debutto
Le 2NE1 furono menzionate per la prima volta dalla stampa sudcoreana nel 2004. Kim Bo-hyung delle Spica e Linzy delle Fiestar erano apprendiste con i membri delle 2NE1, e successivamente, vennero eliminate prima del debutto. La YG Entertainment annunciò formalmente all'inizio del 2009 che il gruppo sarebbe stato composto da 4 membri e avrebbe debuttato a maggio di quell'anno. Il gruppo si è allenato per 4 anni. Il nome del gruppo era inizialmente stato annunciato come "21", ma successivamente, data la scoperta di una cantante con lo stesso nome, il gruppo è stato rinominato "2NE1".

### 2009-2010: debutto e successo commerciale

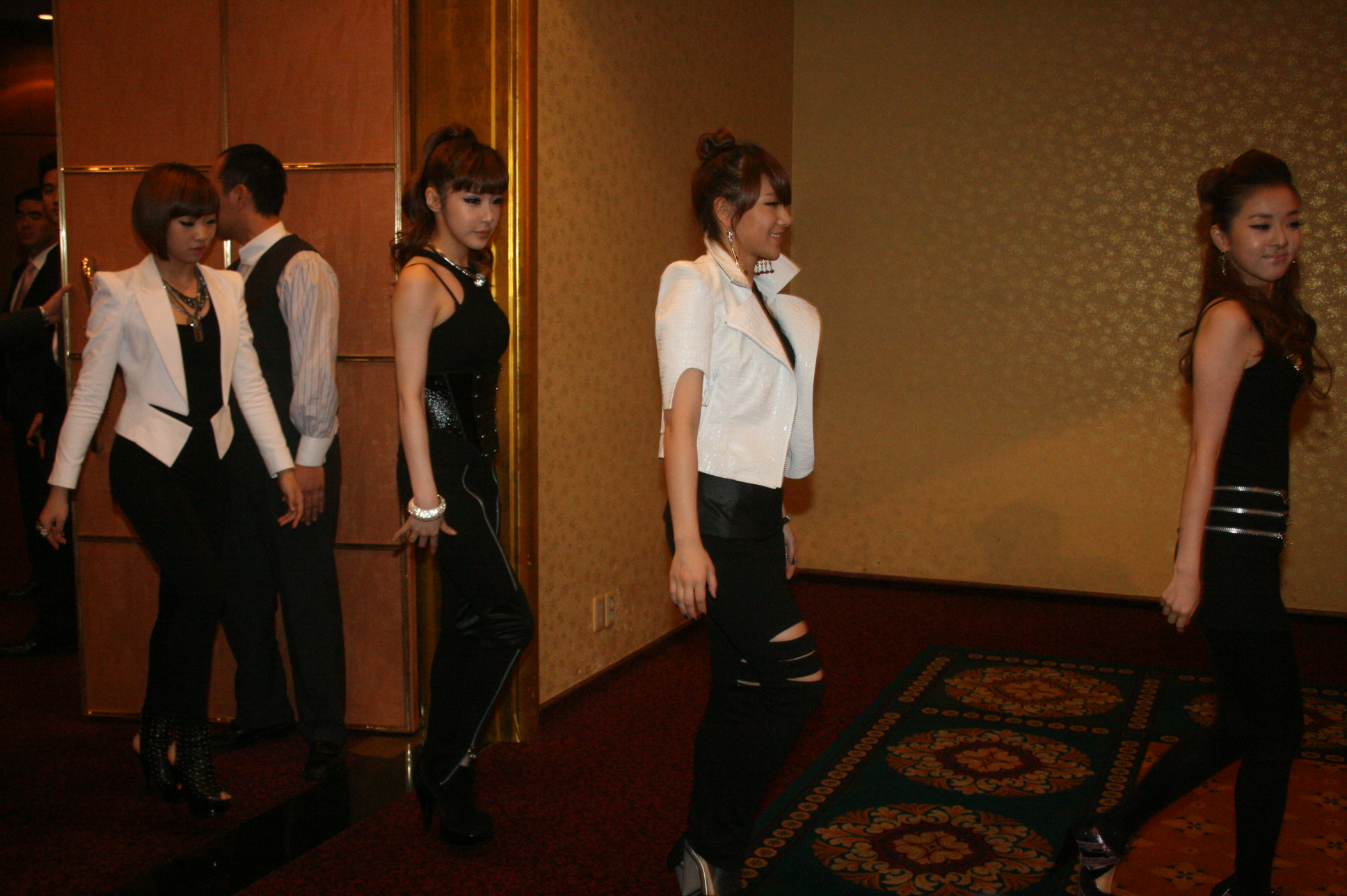
Le 2NE1 nel 2009

Il primo EP 2NE1 (2009) è stato preceduto da due brani. Il primo, Lollipop, è stato registrato con i Big Bang, e pubblicato il 27 marzo 2009 per promuovere il telefono LG Cyon. Sebbene sia stato girato un video musicale, Lollipop non è stato promosso. Il secondo singolo, Fire, scritto e prodotto da Teddy Park, è stato pubblicato quel maggio. Il video musicale ha due versioni: una versione "space" e una versione "street". Entro le prime 24 ore dalla pubblicazione, i video hanno ricevuto ciascuno oltre un milione di visualizzazioni. Sia la canzone che il gruppo sono diventati popolari termini di ricerca online. Il singolo, I Don't Care, è stato pubblicato contemporaneamente al loro primo EP omonimo a luglio. Seguirono rapidamente attività promozionali per dimostrare un'immagine più morbida e più femminile del gruppo per contrastare l'immagine tagliente precedentemente rappresentata in Fire. I Don't Care è diventato il brano più scaricato di quel mese, vincendo in seguito la Song of the Year ai Mnet Asian Music Award.
Sebbene i membri del gruppo abbiano registrato e pubblicato il loro materiale da solista in agosto, hanno eseguito una versione reggae di I Don't Care ad Inkigayo a settembre. A causa della popolarità del remix, è stato pubblicato nelle uscite digitali il 3 settembre come prossimo singolo digitale. Sostenuto dal successo dei loro singoli, le vendite del gruppo hanno raggiunto le 100 000 copie entro la fine dell'anno. Le 2NE1 si sono successivamente esibite al 6º Asia Song Festival, rappresentando la Corea insieme ad altri tre gruppi e successivamente vincendo il premio Asian Newcomer.

Le 2NE1 sul set di Can't Nobody, 2010.

Nel 2010, le 2NE1 hanno pubblicato Try to Follow Me a febbraio senza alcun annuncio o promozione a supporto della cartella Corby Samsung. La canzone raggiunse la 1ª posizione nella Gaon Digital Chart. Quell'estate, le 2NE1 si recarono a Los Angeles e a Londra per registrare canzoni inglesi per un album di debutto americano con il membro e produttore musicale dei The Black Eyed Peas, Will.i.am. Il gruppo ha registrato un totale di 10 brani nelle loro sessioni iniziali. Il primo album integrale del quartetto, To Anyone (2010), è stato pubblicato il 9 settembre e ha debuttato alla settima posizione della Billboard World Album Chart. Prima della pubblicazione dell'album, aveva già ricevuto 120 000 preordini. Con un totale di 12 tracce, sono stati pubblicati quattro singoli: i primi cinque successi Clap Your Hands, Can't Nodbody, It Hurts (Slow) e Go Away. Una quinta canzone Don't Stop the Music è stata registrata come regalo speciale per i fan tailandesi ed è stata utilizzata anche in collaborazione con la sponsorizzazione Yamaha Fiore del gruppo. Ai Mnet Asian Music Award 2010, le 2NE1 si sono aggiudicate il maggior numero di riconoscimenti: "Artist of the Year", "Best Music Video" per "Can't Nobody", "Best Female Group" e "Album of the Year".

### 2011-2012: debutto in Giappone
Il 19 gennaio 2011, la versione inglese di Can't Nobody è stata pubblicata sul rivenditore digitale giapponese Recochoku come suoneria e tono di richiamata. Il mese seguente, un video musicale di accompagnamento è stato reso disponibile per il download tramite iTunes Japan. Il loro singolo di debutto giapponese Go Away è stato pubblicato come suoneria il 9 marzo e successivamente usato come tema musicale per il programma televisivo giapponese Mezamashi TV. Il 16 marzo, il primo EP coreano 2NE1 del quartetto è stato reso disponibile in Giappone; le attività promozionali furono annullate a causa del terremoto e maremoto del Tōhoku.  Le 2NE1 hanno debuttato alla ventiquattresima posizione nella classifica Oricon, vendendo 3 860 copie nella sua prima settimana di uscita. I piani iniziali per il loro debutto ufficiale giapponese su Music Station furono posticipati alla fine dello stesso anno a causa del terremoto, sebbene il quartetto avesse partecipato alla campagna Naver "Pray for Japan" insieme a molte altre celebrità coreane per raccogliere fondi per le vittime del terremoto.
Il gruppo è tornato in Corea del Sud con il suo secondo EP 2NE1, ottenendo tre successi numero uno: Lonely, I Am the Best, che ha anche vinto il premio "Song of the Year" ai Mnet Asian Music Awards, e Ugly. L'album stesso fu un grande successo, in cima alla Gaon Chart, vendendo oltre 108 000 copie. Dopo la fine delle promozioni ad agosto, le 2NE1 hanno tenuto il loro primo concerto da solista esaurito nella Sala Olimpica del Chamsil Olympic Park il 26, 27 e 28 agosto a Seul, in Corea del Sud, prima di tornare in Giappone.

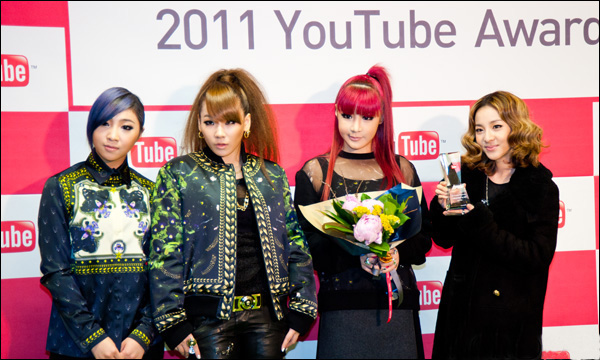
Le 2NE1 agli YouTube Award nel 2011

Scegliendo di registrare nuovamente il loro secondo EP 2NE1 (2011) in giapponese, l'album è stato ristampato come Nolza e pubblicato nello stesso anno, raggiungendo la prima posizione nelle classifiche Oricon e vendendo oltre 48 000 copie.. Il 19 e il 20 settembre hanno dato il via al 2NE1 First Japan Tour - Nolza alla Yokohama Arena. Ad ottobre, MTV Iggy ha organizzato una competizione globale, in cui 10 band di tutto il mondo hanno gareggiato in una competizione di voto per il titolo di "Best New Band". Con la loro canzone "I Am the Best", le 2NE1 sono state incoronate vincitrici del titolo il 10 novembre 2011. Successivamente, si sono esibite a Times Square a dicembre per accettare l'onore. Alla fine del 2011, il gruppo è stato anche nominato ai Japan Record Award come "Miglior nuovo artista", perdendo contro il gruppo femminile giapponese Fairies.
Il 28 marzo 2012, le 2NE1 pubblicarono il loro primo album giapponese Collection. L'album include remake giapponesi delle loro canzoni coreane come "Love Is Ouch", "Fire" e "I Don't Care", e una cover della canzone di successo del 1984 di Madonna Like a Virgin. Più edizioni dell'album sono state pubblicate per includere un DVD contenente i gruppi di video musicali giapponesi e coreani, secondo il sito web musicale di Oricon. L'album raggiunse la quinta posizione nell'Oricon Daily Chart e vendette oltre 32 000 copie in Giappone.
Più tardi nello stesso anno, le 2NE1 e i Big Bang sono stati invitati a esibirsi per la prima volta al festival Springroove in Giappone del 2012 insieme ad alcuni dei migliori artisti hip-hop americani e giapponesi. L'anno precedente, 2NE1 e il sottogruppo GD & TOP sono stati invitati, ma a causa dello tsunami in Giappone e della tragedia del terremoto, il festival è stato cancellato. Il gruppo ha anche collaborato con il gruppo hip-hop giapponese M-Flo per la canzone She's So (Outta Control), presente nel sesto album in studio dell'artista Square One. È stato pubblicato come brano principale dell'album, due settimane prima dell'uscita dell'album il 29 febbraio. She's So (Outta Control) ha raggiunto la quarantatreesima posizione nella classifica Billboard Billboard Japan Hot 100. Le 2NE1 hanno successivamente concluso le loro promozioni giapponesi esibendosi agli MTV Video Music Awards del 2012, che si sono svolti il 23 giugno al Makuhari Messe aggiudicandosi il premio "Best New Artist Video" per la loro I Am the Best. Un singolo non album "I Love You" è stato anche pubblicato nel loro paese d'origine, in cima alla classifica e diventando il loro sesto numero uno singolo. Quel dicembre, le 2NE1 e i Big Bang fecero la lista di "Best Band Style of 2012" di MTV Style. I due gruppi della YG Entertainment sono gli unici artisti asiatici a fare la lista di 10, che include One Direction, The Wanted, Backstreet Boys, Spice Girls, Destiny's Child, Fun. e No Doubt.

### 2013-2014: collaborazioni, riconoscimento internazionale e tour mondiale
Il 14 marzo 2013, 2NE1 hanno pubblicato il singolo in lingua inglese Take the World On, una collaborazione con il cantante americano Will.i.am. La canzone era stata precedentemente utilizzata in uno spot Intel Ultrabook. Il 21 marzo, in un'intervista con Elle, CL confermò che il gruppo non aveva ancora pianificato un album per gli Stati Uniti, ma voleva produrre più canzoni in inglese. Successivamente esce una seconda collaborazione con Will.i.am intitolata Gettin 'Dumb. La canzone è stata pubblicata nel secondo album di will.i.am #willpower, che è stato pubblicato il 23 aprile.

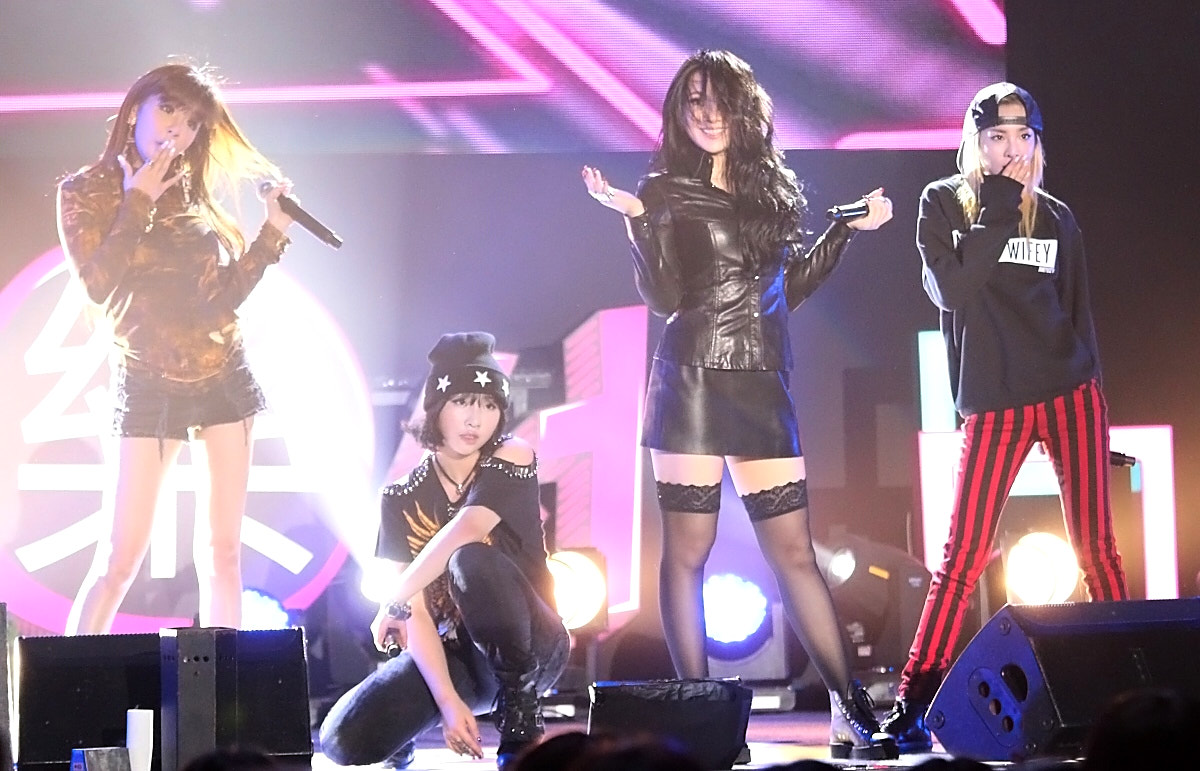
Le 2NE1 al Samsung Passion Talk, settembre 2013

Nel 2014, il quartetto è apparso in un episodio di The Bachelor a gennaio e successivamente, nel finale di America's Next Top Model in America, in cui quest'ultimo spettacolo è stato girato in Corea del Sud. Il mese seguente le 2NE1 pubblicarono il loro secondo album in studio Crush (2014). Sono stati pubblicati due singoli contemporaneamente: Come Back Home e Happy. Come Back Home ha raggiunto la prima posizione nella Gaon Singles Chart, diventando il nono successo numero uno. Il loro terzo singolo dall'album Gotta Be You è stato successivamente pubblicato il 20 maggio insieme a un video musicale. Crush vendette 5 000 copie in 4 giorni in America, raggiungendo la sessantunesima posizione nella Billboard 200 e stabilendo un nuovo record negli Stati Uniti per, battendo altri gruppi come le Girls' Generation e i Big Bang. Il 26 giugno, pubblicarono l'edizione giapponese di Crush, che si classificò alla quarta posizione della Oricon Daily Album Chart.
Il gruppo ha anche tenuto il suo quarto tour AON: All or Nothing, che ha visitato la Cina, Singapore, Taiwan, Tailandia, Filippine, Giappone, Malaysia e Indonesia. Da marzo a ottobre, hanno tenuto un totale di venti concerti in 16 città, per un totale di 180 000 fan. Il precedente singolo di 2NE1, I Am The Best, è stato pubblicato l'11 dicembre negli Stati Uniti dalla Capitol Records. Il 18 dicembre, la loro canzone Gotta Be You è stata incoronata "Song of the Year" da MTV Iggy. Il gruppo ha ricevuto riconoscimenti in tutto il mondo alla fine del 2014. Crush è stato l'unico disco di un artista asiatico a raggiungere i "40 migliori album del 2014" di Fuse e si è classificato al primo posto nell'elenco dei "Best Kpop Album del 2014" di Billboard.

### 2015-2017: la pausa e lo scioglimento del gruppo
A seguito della sospensione del contratto di Bom a causa del suo scandalo sulle droghe del 2014, altri membri hanno iniziato a esplorare iniziative indipendenti, mandando il gruppo effettivamente in pausa. Dara ha ristabilito la sua carriera da attrice recitando in film drammatici come Dr.Ian e We Broke Up e Missing You. Minzy ha aperto la Millennium Dance Academy. CL ha intrapreso una carriera da solista negli Stati Uniti con l'uscita del singolo Hello Bitches. L'unica attività del gruppo nel 2015 è stata un'esibizione a sorpresa ai Mnet Asian Music Award del 2015 a Hong Kong. Dopo l'esibizione di CL dei suoi singoli solisti The Baddest Female e Hello Bitches, tutti i membri si sono riuniti per esibirsi con Fire e I Am the Best. La performance è ora la performance MAMA più vista da un gruppo femminile. È stato applaudito e, di conseguenza, è stato elencato come una delle migliori esibizioni del 2015 da Fuse. Nonostante non siano tornate, le 2NE1 sono state il 16º gruppo K-pop più apprezzato su Tumblr per il 2015. Inoltre, sia le 2NE1 che CL hanno ricevuto un cenno di assenso da Spotify nella loro campagna Twitter "Year in Music" per raggiungere oltre un milione di ascoltatori e essere suonati per un "sbalorditivo" valore di 165 anni se combinati. Hanno anche vinto il primo premio cinese della Corea del primo premio cinese 2016 per "Le 10 migliori K-Star più attese del 2016".
Dopo un anno di pausa, YG Entertainment ha confermato l'uscita di Minzy nell'aprile 2016, continuando come trio. Più tardi, a novembre, tuttavia, la YG Entertainment ha annunciato lo scioglimento del gruppo. CL e Dara rimasero come artiste soliste, mentre Bom fu liberata dal suo contratto. Un ultimo singolo, Goodbye, è stato pubblicato il 21 gennaio 2017 come addio ai loro fan, ispirato da una lettera che CL inizialmente ha scritto a Minzy.

### 2022-presente: partecipazione al Coachella e ritorno alle attività
In occasione del festival musicale americano Coachella, 88Rising annuncia la partecipazione di CL al proprio segmento, intitolato "Head in the Clouds Forever", per la giornata del 17 aprile 2022. Dopo l'esibizione della cantante con Spicy, Chuck e Hello Bitches, a sorpresa sul palco salgono anche gli altri tre membri del gruppo per eseguire I Am The Best. L'esibizione è stata ben accolta dai commentatori, con Teen Vogue che ha scritto che la loro performance stesse «ufficialmente passando alla storia come una delle reunion più emozionanti della memoria recente». AV Club ha incluso l'esibizione tra le 10 migliori del Festival di Coachella di quell'anno, mentre Variety l'ha definita uno dei momenti chiave del K-pop del 2022.
Il 22 luglio 2024 la YG Entertainment ha annunciato che le 2NE1 si sarebbero riunite per una serie di eventi per celebrare il loro quindicesimo anniversario. Il loro nuovo tour, intitolato Welcome Back Tour, ha avuto ufficialmente inizio il 4 ottobre 2024 all'Olympic Hall di Seul, ed è terminato il 13 aprile 2025 nella medesima città.

## Stile musicale
Il loro EP di debutto 2NE1, il gruppo ha notato uno stile distinto e misto. La canzone Lollipop è stata classificata come pop, mentre il singolo di debutto Fire influenzato dall'hip hop e I Do not Care, come una canzone con un tocco reggae.
Il loro album, To Anyone, è stato caratterizzato da un forte cambiamento nella musica elettronica. Go Away, il singolo promozionale di maggior successo dell'album, è classificato come dance. Tuttavia, canzoni come It Hurts (Slow) sono R&B, un altro stile che ha caratterizzato anche il loro primo EP. Altre tre canzoni, Clap Your Hands, Go Away e Can not Nobody sono state notate per le loro impressioni durature.

## Immagine pubblica
Le 2NE1 erano note per il loro "stile unico e spigoloso". I loro singoli sono stati notati per essere "hip-hop", e le 2NE1 venivano spesso soprannominate la versione femminile dei Big Bang, ma hanno cambiato questa percezione con I Do not Care in donne forti e femminili. Nel video musicale It Hurts (Slow), i membri avevano un abbigliamento gotico nero e strani capelli e parrucche. Zack Greenburg di Forbes descrisse le 2NE1 come un gruppo pop caratterizzato da abiti audaci e luminosi e ganci grandi e accattivanti, punteggiati da rap verses e "spavalderia". Inoltre considera il gruppo "più grande di Psy", cantante del singolo di successo mondiale Gangnam Style.
Il gruppo ha usato la sua immagine in una serie di pubblicità promozionali. Nel 2009, il gruppo hanno firmato un accordo con la Fila per una nuova campagna commerciale. All'inizio del maggio 2013 è stato lanciato il sito "2NE1Loves.com" insieme ai video dei membri. Il progetto è stato successivamente rivelato come 2NE1 Loves Shinsegae, un'approvazione per un grande magazzino com il marchio Chrome Hearts. Anche le loro canzoni sono state usate, tra cui Lollipop per il telefono LG Cyon, Follow Me per Samsung Corby Folder, Go Away come sigla per il programma televisivo giapponese Mezamashi TV e "Do not Stop the Music" per il loro sostegno per Yamaha Motor durante il terremoto e lo tsunami Tōhoku del 2011 e prestarono la loro immagine alla campagna "Pray for Japan" del Naver per raccogliere fondi per le vittime.

## Influenze
Le 2NE1 registrarono canzoni R&B con stili che comprendono urban e dance-pop. Hanno accreditato le Spice Girls e le TLC come influenze.
Park Bom ha citato alcune cantanti statunitensi, tra cui Beyoncé e Mariah Carey come le sue principali influenze a causa della loro voce forte e delle loro potenti esibizioni e ha elencato l'hip hop e l'R&B come i suoi generi musicali preferiti. Minzy ha citato Michael Jackson e Rihanna, mentre CL ha detto che Teddy Park, Madonna e Lauryn Hill sono i suoi modelli di riferimento. Park Sandara ha affermato che Uhm Jung-hwa è la sua fonte d'ispirazione, e idolatra Regine Velasquez, una famosa cantante filippina e conosciuta anche come l'uccello canoro dell'Asia. Ama anche lo stile e la musica di Britney Spears, citandola come un modello, le cui canzoni ha cantato spesso mentre cresceva, durante le interviste americane per la tappa del New Evolution World Tour in California.

## Formazione
- CL (시엘) – leader, voce, rap (2009-2016)
- Park Bom (박봄) – voce (2009-2016)
- Park Sandara (박산다라) – voce, rap (2009-2016)
- Minzy (민지) – voce, rap (2009-2016)

## Discografia
- 2010 – To Anyone
- 2012 – Collection
- 2014 – Crush

## Filmografia

### Cinema
- Girlfriends, regia di Kang Suk-bum (2009)

### Televisione
- Style – serie TV, cameo (2009)
- 2NE1TV – varietà, 12 episodi (2009)
- 2NE1TV Season 2 – varietà, 10 episodi (2010)
- 2NE1TV Live: Worldwide (season 3) – varietà, 15 episodi (2011)
- America's Next Top Model (2014)
- The Bachelor - Juan Pablo (2014)
- The Tim Yap Show (2014)

## Tournée
- 2011 – The Party in Philippines
- 2011 – Nolza
- 2012 – New Evolution Global Tour
- 2014 – All Or Nothing World Tour

## Riconoscimenti

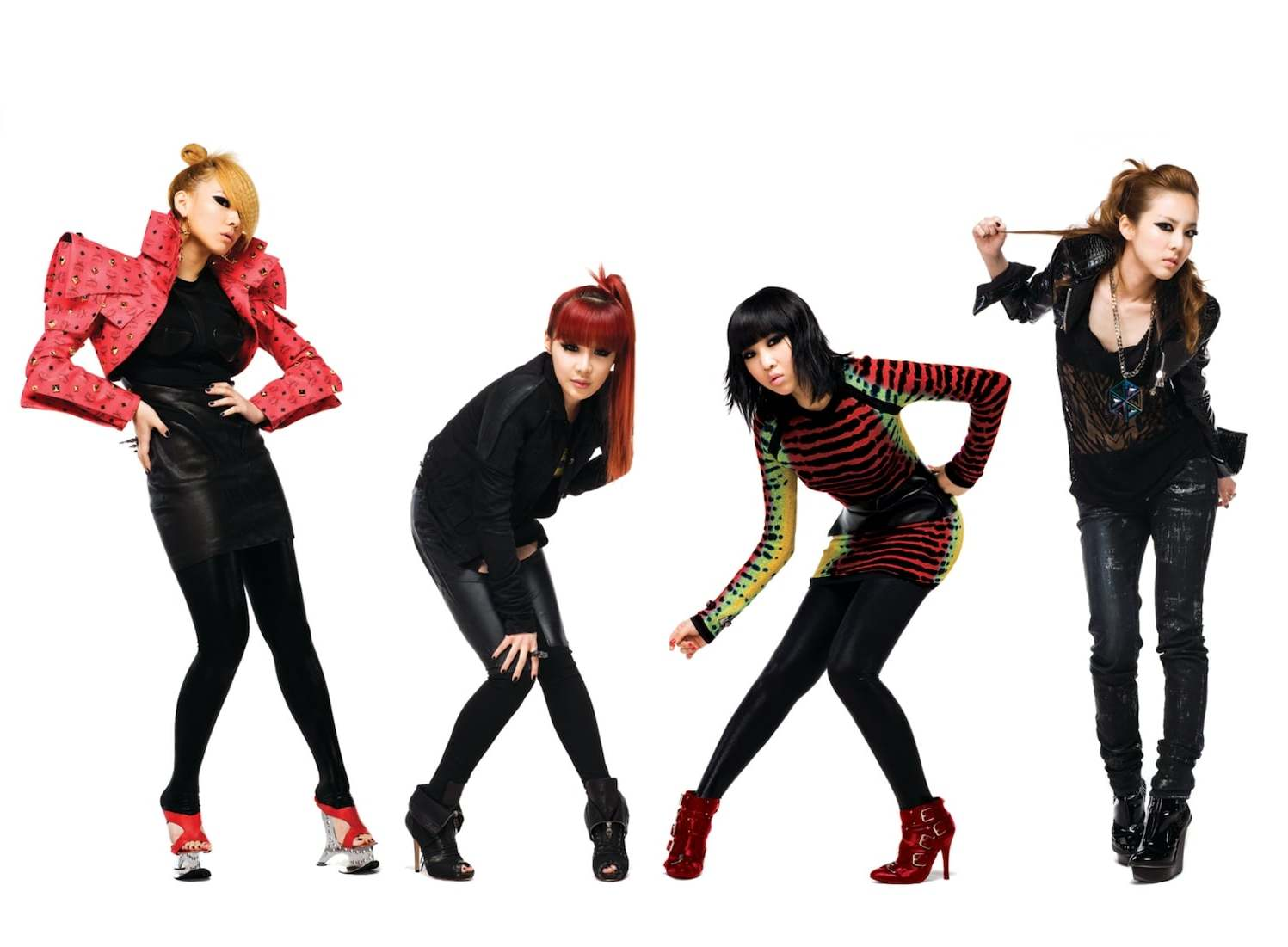
2NE1 nel 2010

Quando il gruppo ha debuttato, le loro esibizioni dal vivo sono state soprannominate non convenzionali e impressionanti. Hanno vinto numerosi premi negli spettacoli musicali settimanali, come Inkigayo e Music Bank. Fire ha anche assegnato loro i premi Song of the Month e Rookie of the Month per il mese di maggio. I Don't Care ha portato loro successi e riconoscimenti e ha portato alle 2NE1 a vincere il premio Song of the Year ai Mnet Asian Music Award del 2009. Lo stesso anno, il gruppo ha vinto i Cyworld Digital Music Awards come artista più venduto, miglior gruppo principiante, premio Bonsang e miglior canzone per I Don't Care. Il gruppo è stato anche nominato ai Golden Disc Award del 2009 per il Premio Popolarità, il premio principianti e il Digital Bonsang. Ai Melon Music Award, il gruppo era uno e l'unico novellino dei 10 artisti più importanti della Corea del Sud e il miglior nuovo artista.
Le 2NE1 hanno vinto il loro primo premio come artista dell'anno e album dell'anno per To Anyone ai Mnet Asian Music Award
del 2010, oltre ai premi per il miglior gruppo femminile e il miglior video musicale per Can't Nobody. Sono le primi artiste che hanno vinto tutti e 3 i grandi premi ai Mnet Asian Music Award.
Il 29 novembre 2011, le 2NE1 hanno vinto la migliore performance vocale di un gruppo per la canzone Lonely ed è stata insignita della loro seconda canzone dell'anno per I Am the Best ai Mnet Asian Music Awards 2011. Dopo il 2011, le 2NE1 hanno vinto il maggior numero di premi, per un'artista, nella storia dei Mnet Asia Music Award (MAMA) con 4 vittorie (2 Song of the Years, 1 Album of the Year e 1 Artist of the Year).